# Jadunia
Jadunia, biljni rod iz porodice primogovki smješten u podtribus Monotheciinae, dio tribusa Justicieae, potporodica Acanthoideae. Sastoji se od dvije vrste trajnica endemičnih za Novu Gvineju. 
Tipična vrsta je Jadunia biroi. 

## Opis
Rod je opisan u Bot. Jahrb. Syst., 1913. Tipična vrsta J. biroi zeljasti je grm u zimzelenim nizinskim šumama mahovine. Naraste do oko 180 cm (6 stopa), lancetastih nasuprotnih listova.

## Vrste
1. Jadunia biroi (Lindau & K.Schum.) Lindau
2. Jadunia racemiflora Bremek.